# Завантаження файлів
Завантаження файлів (стягування; англ. download) — перенесення (отримання) файлів або інформації іншого вигляду з віддаленого комп'ютера (вебсайту, ftp-сайту, серверу пошти тощо) на комп'ютер користувача.
Останнім часом, деякі вебсайти, що надають потокову медіаінформацію, наприклад YouTube, і які обмежують право користувачів на збереження цих матеріалів на їх комп'ютерах, зазначають, що завантаження не є дозволеним. В цьому контексті, «завантаження» означає «отримання і збереження», а не просто «отримання».
Загалом термін стягування здебільшого стосується зберігання інформації зі світової мережі Інтернет, оскільки зберігання зі знімних носіїв та з комп’ютерів в локальній мережі називається «копіювання». Завдяки процесу стягування користувач Інтернету може зберегти інформацію у себе на комп'ютері, перенести на інший та пізніше скористатися нею, а не витрачати час на пошуки цієї інформації знову. Також деякі файли не є доступними для перегляду браузером віддалено, тому користувач мусить звантажити їх і відкрити в окремій програмі.